# Alaska Airlines-vlucht 1282

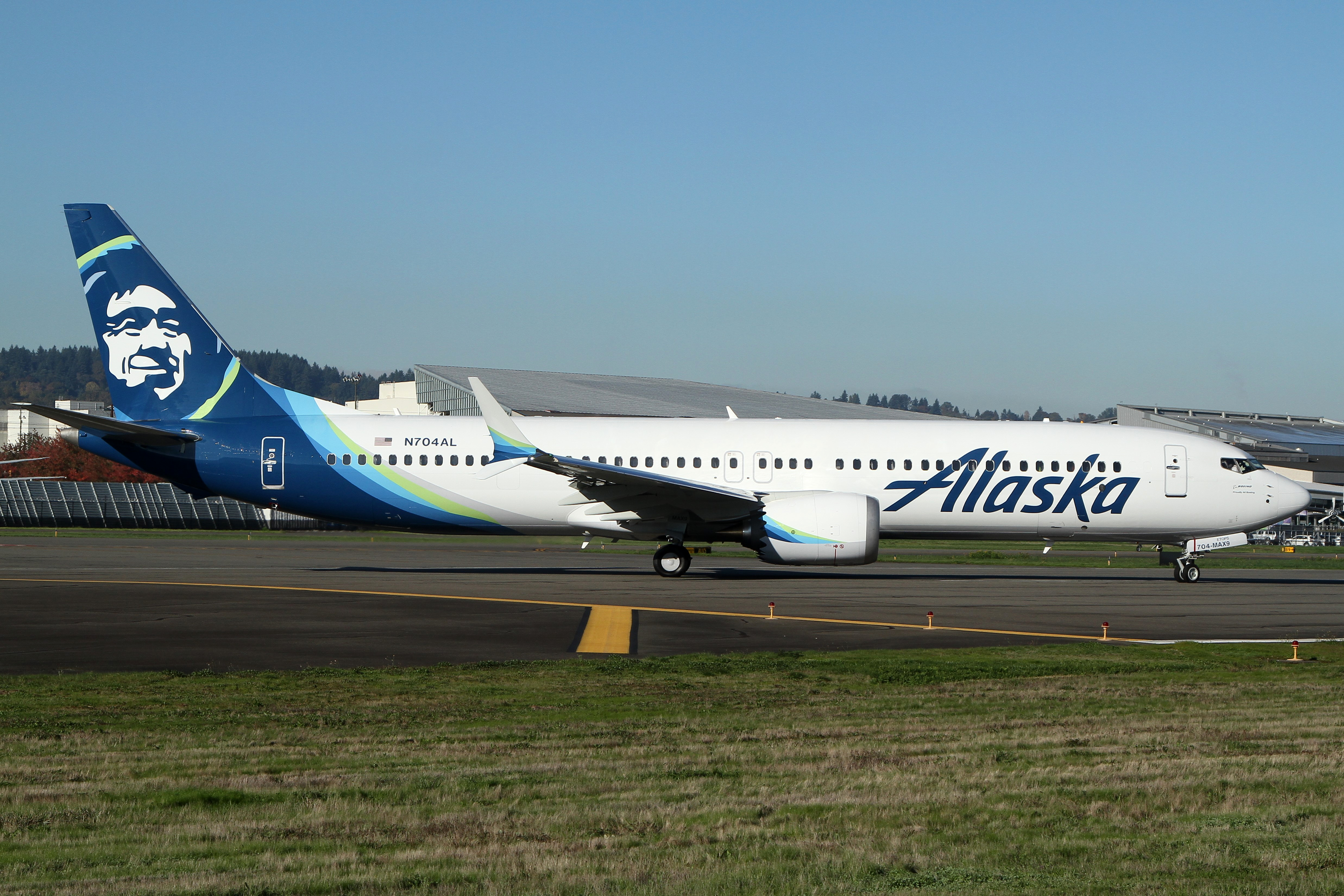
Het betrokken vliegtuig

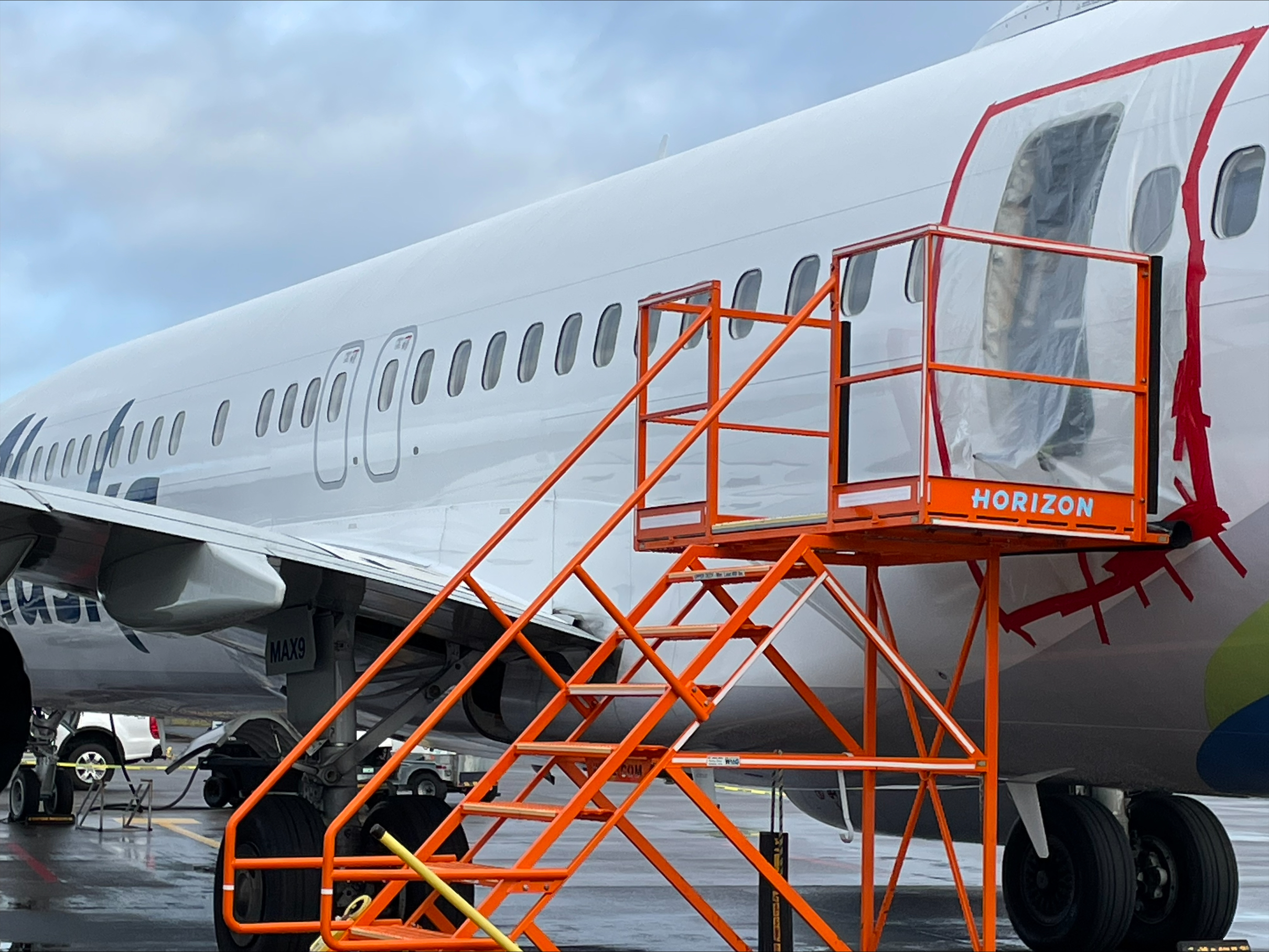
het vliegtiuig na het incident, de bewuste plaats waar het paneel is verdwenen is duidelijk zichtbaar

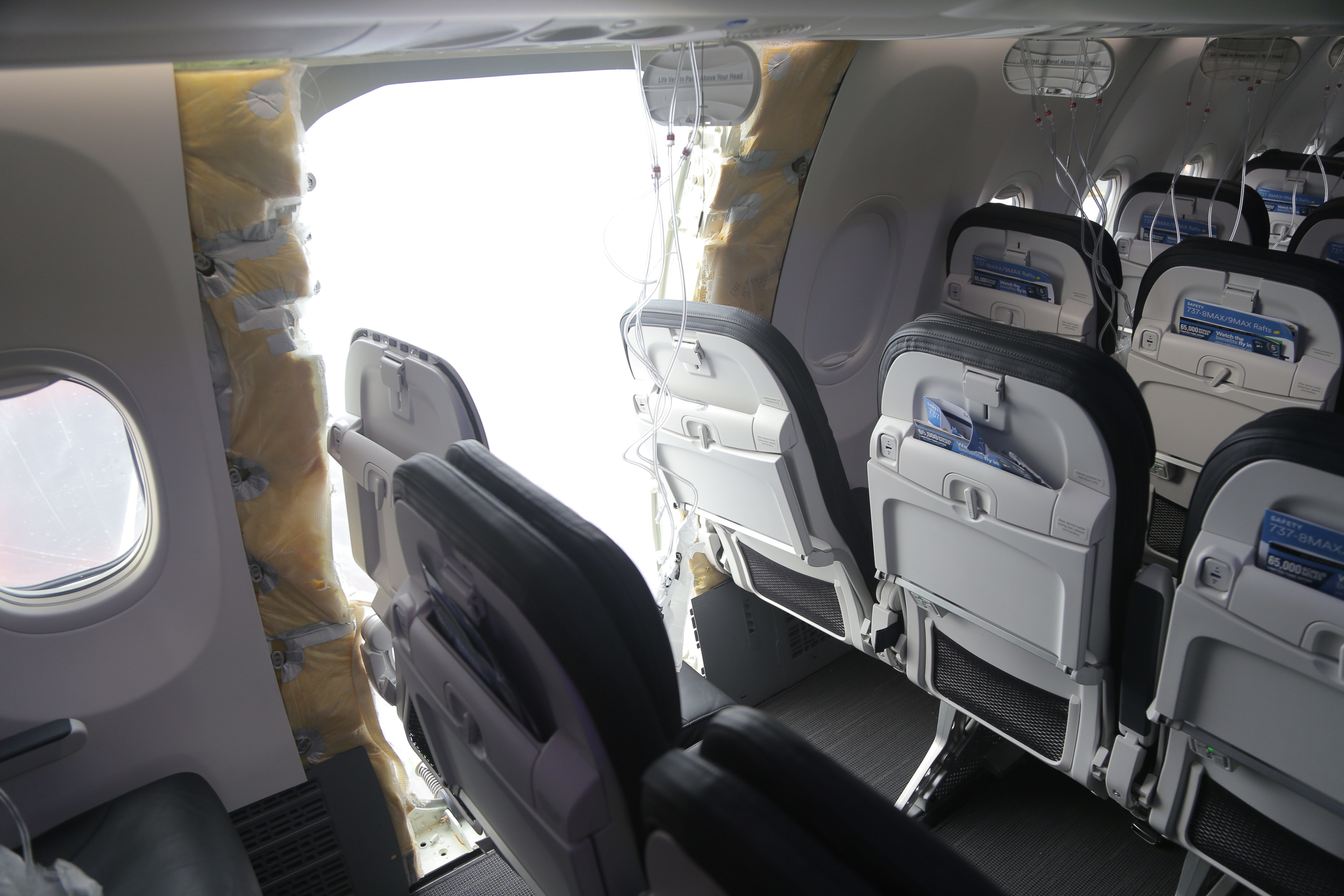
De opening gezien van binnenuit

Alaska Airlines-vlucht 1282 was een Amerikaanse binnenlandse lijnvlucht, uitgevoerd door Alaska Airlines, van Portland International Airport in Oregon naar de Ontario International Airport in Californië. Kort na het opstijgen op 5 januari 2024 werd een plugdeur die in de fabriek was geïnstalleerd in plaats van een optionele nooduitgang van het Boeing 737 MAX 9-vliegtuig weggeblazen, waardoor een ongecontroleerde decompressie ontstond. Het vliegtuig keerde onmiddellijk terug naar Portland voor een noodlanding. Alle 171 passagiers en 6 bemanningsleden overleefden het incident. De National Transportation Safety Board (NTSB) onderzoekt de oorzaak van dit incident.

## Vliegtuig
Het betrokken vliegtuig was een Boeing 737 MAX 9 met serienummer 67501, geregistreerd als N704AL. Het was ongeveer twee maanden oud ten tijde van het incident: het vloog voor het eerst op 15 oktober 2023, werd op 31 oktober afgeleverd bij Alaska Airlines en kwam op 11 november in dienst. Het vliegtuig had op het moment van het incident 145 vluchten gemaakt.
De MAX 9 is aan beide zijden (achter de vleugel) voorzien van een optionele uitgangsdeur van de cabine, die noodzakelijk is bij compacte zitconfiguraties. Op vliegtuigen met een minder compacte configuratie zijn die twee extra nooduitgangen niet noodzakelijk en worden er zogenaamde "plugdeuren" op de betreffende plaats geïnstalleerd. Dat was bij dit vliegtuig het geval.

## Incident
Vlucht 1282 vertrok om 17:07 uur PST vanaf de internationale luchthaven van Portland. Aan boord van de vlucht waren zes bemanningsleden en 171 passagiers. Ongeveer zes minuten na het opstijgen werd de plugdeur die de opening aan de linkerzijde voor de optionele nooduitgangsdeur vulde, gescheiden van de romp. Daardoor ontstond een ongecontroleerde decompressie van het vliegtuig.
Volgens de eerste rapporten zat er niemand op de stoel direct naast het ontstane gat, maar liepen verschillende passagiers lichte verwondingen op en gingen de persoonlijke spullen van sommige passagiers verloren. Volgens sommige passagiers werd het shirt van een kind uitgetrokken en uit het vliegtuig gezogen terwijl zijn moeder het kind moest vasthouden om te voorkomen dat het zelf mee naar buiten werd gezogen. De zuurstofmaskers van het vliegtuig werden na de decompressie geactiveerd. Volgens vluchtvolgers was het vliegtuig op het moment dat het incident plaatsvond naar ongeveer 4.900m geklommen. De piloten maakten een nooddaling naar 3.000m en keerden terug naar Portland, waar ze om 17:27 uur met succes een noodlanding maakten.

## Nasleep
Alaska Airlines zette aanvankelijk hun MAX 9-vloot van 65 vliegtuigen aan de grond, hoewel er de volgende dag 18 weer in gebruik werden genomen nadat ze hadden vastgesteld dat de deurpluggen van die MAX 9's al waren geïnspecteerd "als onderdeel van een recent groot onderhoud". Later op 6 januari vaardigde de Federal Aviation Administration (FAA) een noodluchtwaardigheidsrichtlijn (Emergency Airworthiness Directive of EAD) uit die vereiste dat alle Boeing 737 MAX 9-vliegtuigen met een geïnstalleerde plug in de middencabinedeur aan de grond moesten worden gehouden in afwachting van een inspectie en indien nodig corrigerende maatregelen. Alaska Airlines heeft vervolgens de 18 vliegtuigen opnieuw buiten dienst gesteld, waardoor in totaal 160 vluchten werden geannuleerd, waarbij ongeveer 23.000 passagiers betrokken waren. Verschillende luchtvaartmaatschappijen die de MAX 9 exploiteren hebben hun vloot ook aan de grond gehouden voor inspectie, waaronder United Airlines, Turkish Airlines en Copa Airlines.
Op 7 januari heeft het Agentschap voor de veiligheid van de luchtvaart van de Europese Unie (EASA) de EAD-richtlijn van de FAA overgenomen, hoewel het verklaarde dat geen enkele luchtvaartmaatschappij in zijn rechtsgebied MAX 9-vliegtuigen exploiteert met de plug-deurconfiguratie.
De losgeraakte deurplug werd teruggevonden in een tuin bij een huis in de wijk Cedar Hills dichtbij Portland nabij Oregon Route 217. Ze werd naar de NTSB gebracht op 7 januari. De NTSB heeft ook twee mobiele telefoons teruggevonden, waaronder een iPhone die nog aanstond in vliegtuigmodus.

## Onderzoek
De National Transportation Safety Board (NTSB) en de Federal Aviation Administration (FAA) voeren een onderzoek uit, met steun van Boeing.
Het vliegtuig dat bij het incident betrokken was, had naar verluidt de vorige dag tijdens twee vluchten een waarschuwing getoond voor problemen met de drukcabine.
De cockpitvoicerecorder (CVR) had een opslagcapaciteit van twee uur. De stroom van de CVR werd echter niet onderbroken, waardoor de gegevens alweer overschreven waren tegen de tijd dat de opname beluisterd kon worden.